# Saint-Georges-Buttavent

Saint-Georges-Buttavent este o comună în departamentul Mayenne, Franța. În 2009 avea o populație de 1,394 de locuitori.